# 小行星6719
小行星6719（6719 Gallaj）是一颗绕太阳运转的小行星，为主小行星带小行星。该小行星于1990年10月16日发现。

## 轨道参数
小行星6719的轨道半长轴为2.7611044 UA，离心率为0.079。